# Otto Schulmeister
Otto Schulmeister (* 1. April 1916 in Wien; † 10. August 2001 ebenda) war Publizist und über rund drei Jahrzehnte Chefredakteur sowie Herausgeber der österreichischen Tageszeitung Die Presse. Er galt als Doyen des Journalismus und als einer der wichtigsten, aber auch umstrittensten Chefredakteure der Nachkriegszeit.

## Leben
Otto Schulmeister wurde als Sohn eines Regierungsrates in Wien geboren. Er war laut Gauakt bereits vor 1938 bei der in Österreich noch illegalen Hitlerjugend und bei einem angeblich nationalsozialistischen Flügel der katholischen Jugendbewegung Bund Neuland aktiv. Nach der Matura studierte er Staatswissenschaft und Sozialökonomie in Wien. Im März 1941 wollte er der NSDAP beitreten, wurde jedoch erst ein Jahr später aufgenommen. Seine Doktorarbeit „Die werdende Großraumwirtschaft“ erschien in einem NS-Verlag in Berlin. Darin rechtfertigte er die deutsche Expansion nach Osten als „Wiederherstellung des (deutschen) Lebensraumes“.

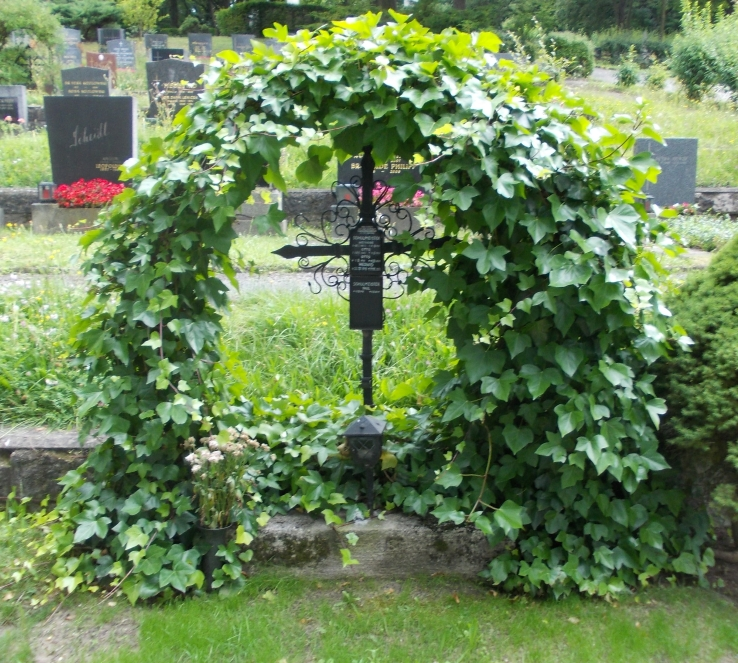
Otto Schulmeister Grabstätte

Seine journalistische Karriere begann Schulmeister als Journalist bei den NS-Wirtschaftszeitungen Südost-Echo und Europa-Kabel. Ab 1942 arbeitete er bei einer Propagandaabteilung der Wehrmacht in Russland, am Balkan (u. a. mit der späteren Chefredakteurin der Presse, Ilse Leitenberger) und in Sizilien. Bei Kriegsende wurde er von britischen Truppen gefangen genommen und 1946 entlassen.
Ernst Molden holte Schulmeister zunächst zur Wochenpresse, die eng mit der Presse zusammenhängt. Ab 1946 wechselte Schulmeister als Außenpolitik-Redakteur jedoch zum Schwesterblatt. Fast seine gesamte Karriere über blieb Schulmeister bei der Presse, die er in wesentlichem Maße prägte. Er stieg zum stellvertretenden Chefredakteur auf und wurde 1961 schließlich Chefredakteur, was er bis 1976 blieb. Nach seinem Abtritt als Chefredakteur war Schulmeister von 1976 bis 1989 Herausgeber der Presse.
Neben seinem Schaffen bei dem bürgerlichen Blatt war Schulmeister von 1947 bis 1968 auch Mitherausgeber und Leiter der Redaktion von Wort und Wahrheit.
Darüber hinaus fungierte der Vater von sechs Kindern als Mitherausgeber des historisch-soziologischen Sammelwerkes Spectrum Austriae und des Bildbandes Imago Austriae sowie als Herausgeber der Briefe an die Österreicher.
Sein Sohn Paul war ebenfalls Journalist und lange Jahre Auslandskorrespondent des ORF in Deutschland. Der zweite Sohn Stephan ist Wirtschaftswissenschaftler. Seine jüngste Tochter Terese Schulmeister ist Malerin und war führendes Mitglied der Kommune von Otto Muehl.
Otto Schulmeister wurde am Neustifter Friedhof (12-2-21) in Wien bestattet.

## Enttarnung als CIA-Zuträger
Im April 2009 erschien im Nachrichtenmagazin profil ein Artikel, der den Beleg der Tätigkeit Schulmeisters für die CIA durch den Wissenschaftler und Zeithistoriker Siegfried Beer dokumentiert. Beer war damals Leiter des Austrian Center for Intelligence, Propaganda and Security Studies.
Akten zufolge, die von der CIA bereits im Jahr 2006 freigegeben wurden, hatte Schulmeister den Decknamen GRCAMERA erhalten und, laut profil, „seine Leitartikel fallweise argumentativ nach den Wünschen der CIA ausgerichtet, Geschichten unterdrückt, wenn sie dem US-Standpunkt schadeten, und Informationen aus Hintergrundgesprächen mit österreichischen Politikern und Ostblock-Botschaftern preisgegeben“, wobei die letzte Eintragung in dem CIA-Dossier aus dem Jahr 1983 stammen soll.
Weiters wurde bekannt, dass Otto Schulmeister für seine Tätigkeit kein Geld genommen habe – auch sei er mit seinem zumal für einen Journalisten problematischen Verhalten in dieser Zeit kein Einzelfall gewesen. Laut profil waren auch andere Journalisten mit Mitarbeitern der US-Botschaft sowie mit dort verdeckt arbeitenden Geheimdienstleuten gut gestellt gewesen.

## Auszeichnungen
- 1979: Preis der Stadt Wien für Publizistik
- 1989: Hanns Martin Schleyer-Preis

## Schriften
- Die Zukunft Österreichs, 1967
- Die Welt, die wir verlassen, 1970
- Die erschöpfte Revolution, 1978
- Der zweite Anschluß, 1979
- Ernstfall Österreich, 1995